# Ludwig Schelle
August Ludwig Schelle (* 9. Januar 1850 in Freyenstein; † 26. Juni 1930) war ein preußischer Generalleutnant.

## Leben
Schelle besuchte die Realschule in Wittstock und das Pädagogium in Ostrowo. Am 1. Oktober 1869 trat er als Einjährig-Freiwilliger in das Grenadier-Regiment „Kronprinz“ (1. Ostpreußisches) Nr. 1 der Preußischen Armee in Königsberg ein. Mit diesem Verband nahm er während des Krieges gegen Frankreich 1870/71 an der Einschließung von Metz sowie den Schlachten bei Colombey-Nouilly, Noisseville und Bellevue teil.
Nach dem Vorfrieden von Versailles avancierte Schelle Ende März 1871 zum Sekondeleutnant und wurde Mitte Juli 1871 in das 6. Badische Infanterie-Regiment Nr. 114 nach Konstanz versetzt. Anfang Oktober 1875 erfolgte seine Kommandierung als Kompanieoffizier an die Unteroffizierschule nach Biebrich. Unter Belassung in diesem Kommando wurde Schelle Mitte Dezember 1879 in das Hohenzollernsche Füsilier-Regiment Nr. 40 versetzt und stieg Mitte Mai 1880 zum Premierleutnant auf. Anfang Oktober 1880 kehrte er in den Truppendienst zurück und rückte am 1. September 1887 als Hauptmann zum Chef der 16. Kompanie auf. In gleicher Funktion wurde er mit einem Patent vom 1. September 1885 am 20. Oktober 1890 in das neu formierte Infanterie-Regiment Nr. 145 nach Metz versetzt und am 27. Januar 1894 unter Beförderung zum überzähligen Major dem Regiment aggregiert. Vom 22. März 1895 bis zum 21. März 1897 war Schelle Kommandeur des IV. und anschließend des III. Bataillons. Als Oberstleutnant war er ab dem 22. Juli 1900 etatmäßiger Stabsoffizier im Infanterie-Regiment „Markgraf Ludwig Wilhelm“ (3. Badisches) Nr. 111 in Rastatt. Nach einer zweimonatigen Kommandierung zur Vertretung des beurlaubten Kommandeurs des 8. Badischen Infanterie-Regiments Nr. 169 in Lahr/Schwarzwald wurde Schelle am 22. November 1902 Oberst und Kommandeur des 2. Unter-Elsässischen Infanterie-Regiments Nr. 137. Daran schloss sich ab dem 22. März 1907 eine Verwendung als Generalmajor und Kommandeur der 70. Infanterie-Brigade in Thorn an. Als solcher erhielt er im Oktober 1908 den Roten Adlerorden II. Klasse mit Eichenlaub und anlässlich des Ordensfestes im Januar 1910 den Stern zum Kronen-Orden II. Klasse. In Genehmigung seines Abschiedsgesuches wurde Schelle am 22. März 1910 unter Verleihung des Charakters als Generalleutnant mit der gesetzlichen Pension zur Disposition gestellt.
Schelle war mit Helene Seyffardt verheiratet.